# Mohamed Al-Fayed
Mohamed Abdel Moneim Fayed, noto come Mohamed Al-Fayed (Alessandria d'Egitto, 27 gennaio 1929 – Londra, 30 agosto 2023), è stato un imprenditore egiziano.

## Biografia
Mohamed Al-Fayed nacque nel quartiere Roshdy di Alessandria, nel Regno d'Egitto, figlio maggiore di un insegnante di scuola elementare egiziano di Asyut. I suoi fratelli, Ali e Salah, sono stati suoi colleghi di lavoro. Fayed, sposato dal 1954 al 1956 con Samira Khashoggi, lavorò con il fratello di sua moglie, Adnan Khashoggi, uomo d'affari dell'Arabia Saudita, zio del giornalista dissidente assassinato Jamal Khashoggi.
Alla morte dei Duchi di Windsor, prima di Edoardo VIII nel 1972 e successivamente della consorte Wallis Simpson nel 1986, il comune di Parigi concede ad Al-Fayed la locazione del Château Le Bois, ribattezzato poi nel 1953 con il nome di Villa Windsor, nome ispirato dai due celebri proprietari. Al-Fayed ha sempre sostenuto le spese di ristrutturazione della villa per il suo mantenimento fino alla fine. Attualmente la villa non è visitabile, ma è possibile visitare il parco in cui si trova, Bois de Boulogne.
Divenne famoso in tutto il mondo per la gestione dal 1985 dei grandi magazzini Harrods a Londra, poi venduti per 1,5 miliardi di sterline alla Qatar Investment Authority nel maggio del 2010. Era inoltre proprietario del celebre Hôtel Ritz di Parigi e della squadra di calcio inglese del Fulham, venduta poi nel luglio 2013 al pakistano Shahid Khan. Al novembre 2022, per la rivista Forbes era il 1512º uomo più ricco del mondo con un patrimonio di 1,9 miliardi di dollari.
Mohamed Al-Fayed è morto il 30 agosto 2023, all'età di 94 anni, per cause naturali. Ad annunciarlo è stata la sua famiglia il 2 settembre, tre giorni dopo la sua morte.

## Vita privata
Nel 1985 si sposò con la ex modella finlandese Heini Wathén, che gli diede quattro figli. Prima di quest’ultima è stato sposato con la saudita Samira Khashoggi da cui ha avuto il figlio Dodi, il quale morì il 31 agosto 1997 a Parigi in un incidente stradale assieme a Diana Spencer, principessa del Galles. In relazione a questo avvenimento, Al-Fayed si disse sempre convinto di un coinvolgimento, mai provato, dei servizi segreti britannici e del principe Filippo, consorte della regina Elisabetta II. Pare si relazionasse in modo poco consono con le sue dipendenti.